# Associations d'aide aux migrants en Belgique

## Coordination et Initiatives pour Réfugiés et Étrangers
- C.I.R.E. 'Coordination et Initiatives pour Réfugiés et Étrangers'.

### Tâches
- Cette association est une association subventionnée qui pour mission l'accueil, et l'offre de services de première et de seconde ligne  pour les réfugiés et les migrants. Ce centre organise une école de français, guidance sociale, garantie locative, aide au retour, aide dans la procédure, interprétariat social, intervent financièrement dans la prise en charge de ces frais de procédure pour la procédure d’équivalence de diplôme qui ont des difficultés momentanées financières.

## S.I.S.-B.A. - Bruxelles Accueil - Service d'Interpretariat Social

### Tâches
- traduction et interprétariat social pour étrangers dans plus de 100 langues (traduction de documents et accompagnement par téléphone).